# Драгани
Драгани (пол. Dragany) — село в Польщі, у гміні Високе Люблінського повіту Люблінського воєводства.
Населення — 591 особа (2011).
У 1975-1998 роках село належало до Замойського воєводства.

## Демографія
Демографічна структура станом на 31 березня 2011 року:
|          | Загалом | Допрацездатний вік | Працездатний вік | Постпрацездатний вік |
| -------- | ------- | ------------------ | ---------------- | -------------------- |
| Чоловіки | 302     | 59                 | 198              | 45                   |
| Жінки    | 289     | 49                 | 137              | 103                  |
| Разом    | 591     | 108                | 335              | 148                  |